# السحرة من إيستويك (فلم)
السحرة من إيستويك (بالإنجليزية: The Witches of Eastwick) هو فيلم رعب تم إنتاجه في الولايات المتحدة وصدر في سنة 1987. الفيلم من إخراج جورج ميلر من بطولة جاك نيكلسون وشير وسوزان سارندون وميشيل فايفر وفيرونيكا كارترايت.

## الميزانية والإيرادات
بلغت تكلفة إنتاج الفيلم حوالي 22 مليون دولار بينما حقق إيرادات تقدر بـ 63.8 مليون دولار.

## وصلات خارجية
- مقالات تستعمل روابط فنية بلا صلة مع ويكي بيانات